# Wolfheart
Wolfheart — дебютный студийный альбом португальской готик-метал группы Moonspell, вышедший в 1995 году.
Wolfheart вышел на одном из крупнейших металических лейблов — Century Media, внимание которого привлёк мини-альбом Under the Moonspell. Все композиции написаны на английском языке, кроме «Trebaruna», «Atægina» и припева в «Alma Mater» на португальском.
Альбом стал прорывом для Moonspell и для португальской металической сцены в целом. За релизом последовали европейские турне с Tiamat и Morbid Angel. Было продано более 50 000 копий альбома.

## Стиль
Критики определяют стиль альбома либо как готик-метал, либо как самобытный вариант блэк-метала. Главные отличительные черты альбома — яркий вокал Фернанду Рибейру, варьирующийся от гроулинга до густого чистого голоса в стиле Питера Стила из Type O Negative, запоминающиеся гитарные мелодии и фолковые мотивы, особенно проявляющиеся в акустической «Lua d’Inverno» и исполненной на родном португальском «Trebraruna». По мнению критика портала Tartarean Desire, Wolfheart стал высшим достижением группы.

## Список композиций
| №                   | Название                                                 | Длительность |
| ------------------- | -------------------------------------------------------- | ------------ |
| 1.                  | «Wolfshade (A Werewolf Masquerade)»                      | 7:43         |
| 2.                  | «Love Crimes»                                            | 7:34         |
| 3.                  | «…Of Dream and Drama (Midnight Ride)»                    | 3:59         |
| 4.                  | «Lua d’Inverno»                                          | 1:48         |
| 5.                  | «Trebaruna»                                              | 3:30         |
| 6.                  | «Vampiria»                                               | 5:36         |
| 7.                  | «An Erotic Alchemy»                                      | 8:05         |
| 8.                  | «Alma Mater»                                             | 5:37         |
| 9.                  | «Atægina» (Бонус-трек на переизданиях 1995 и 2007 года.) | 4:01         |
| Общая длительность: | Общая длительность:                                      | 43:53        |

## Участники записи
- Langsuyar (Фернанду Рибейру) — вокал
- Ares (Жуан Педру) — бас-гитара
- Mike (Мигел Гаспар) — ударные
- Passionis (Педру Пайшан) — клавишные. бэк-вокал
- Mantus — гитара
- Биргит Цахер — сессионная вокалистка